# Who's Cookin' Who?
Who's Cookin' Who? (titulado en español como ¿Quién está cocinando a quién?) es un cortometraje animado de la serie cinematográfica del Pájaro Loco. Fue producido por Walter Lantz Productions y lanzado por Universal Pictures el 24 de junio de 1946.

## Argumento
Mientras lee la fábula de La cigarra y la hormiga, el Pájaro Loco (Ben Hardaway) tira molesto el libro, alegando que "solo son mentiras". Para su sorpresa ve a unas hormigas trabajando, e incluso la cigarra lo hace, afirmándole al pájaro que "aprendió la lección de trabajar", pero Loquillo nada más se pone a dormir. Seis meses después, Loquillo no tiene nada de comida y esta mirando el hambre en la cara. Loquillo escucha un lobo, al cual rápidamente planea cocinar, y disfrazado de Caperucita Roja logra atraer al lobo (Lionel Stander), pero este planea igual comerse al pájaro. Después de varios intentos del lobo de cocinar a Loquillo (y viceversa), se observa que todo era un sueño del pájaro carpintero, el cual al ver a las hormigas y la cigarra con frutas como provisiones, el mismo decide llevarse al lobo atado a su espalda como provisión.